# Nacionalismo económico mexicano y cardenismo

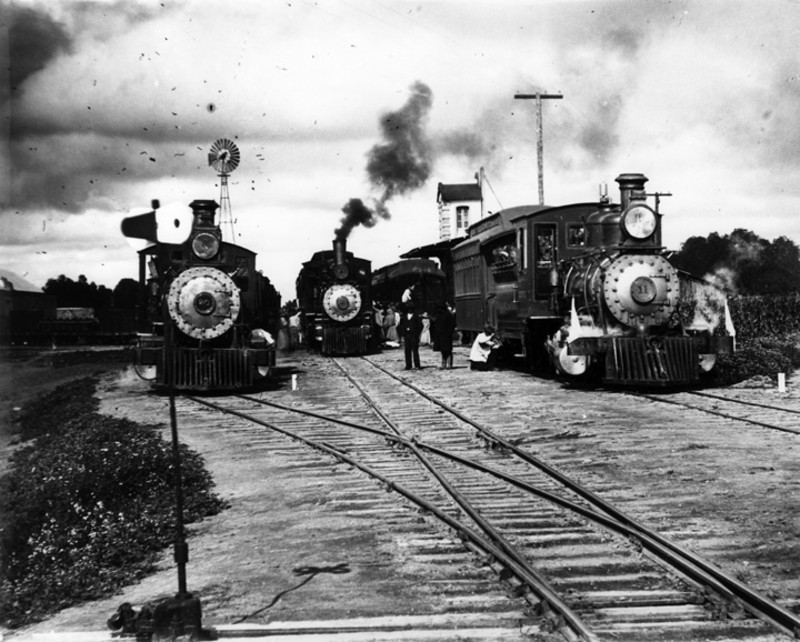
Locomotoras de Ferrocarriles Nacionales de México Ca.1900

Los primeros indicios de una conformación de un nacionalismo revolucionario mexicano, propiamente dicho, se encuentran en la expropiación de Ferrocarriles Nacionales de México en 1938. Esta expropiación estaría en tono con algunos de los postulados ideológicos de la revolución, los cuales serían: la defensa del consumo interno, el fomento de la formación de capital doméstico y la sustitución de importaciones. Sin embargo es importante recalcar que el alcance de esta experiencia fue menor en comparación de la magnitud de las políticas económicas de la revolución mexicana.

## Antecedentes
Ya en las etapas del Carrancismo, a finales la revolución mexicana, se conforma la comisión monetaria de 1916. Dicha comisión se encargaría no sólo de absorber todas las anteriores responsabilidades de su institución antecesora (la Comisión de Cambios y Monedas de 1905), sino que también se encargaría de las operaciones gubernamentales de amortización, asignación de fondos en el interior y en el extranjero, la compra y venta de giros, y, principalmente, efectuar todas las operaciones bancarias. Este antecedente de autonomía en términos de política monetaria sería de suma importancia en la creación del Banco de México, en 1925. 
Otro gran antecedente del nacionalismo económico en México es la promulgación de la Constitución Política de los Estados Unidos Mexicanos en 1917. La revolución mexicana puso un reacio fin al estatus del Porfiriato. Las etapas más violentas del disenso emanado después de la revolución mexicana tras la adopción de una nueva Constitución, en 1917, que sitúo a la nación por encima de la propiedad privada en cuanto a tierra, agua y subsuelo; estableció el derecho a formar sindicatos, creó un sistema de salarios mínimos, jornadas laborales de ocho horas, en semanas de seis días, y el derecho a ganar igual salario por tareas equivalentes”.

## Política Monetaria
La creación de Banco de México se da en la década de los 1920 's, caracterizada por la dominancia del grupo sonorense en la política mexicana. Esta etapa también vio los indicios más explícitos de la institucionalización de la revolución mexicana, proceso de suma importancia en el nacimiento del nacionalismo económico revolucionario. La cronología partidista fue la siguiente: Partido Liberal Constitucionalista (1916-1924); Partido Nacional Revolucionario (1929); Partido de la Revolución Mexicano (1938-1946); Partido Revolucionario Institucional (1946). Retomamos los estatutos del Partido Nacional Revolucionario (como antecedente ideológico de un nacionalismo económico). El programa y estatutos del partido político (PNR) contiene algunas afirmaciones del nacionalismo económico, en lo que refiere la constitución de 1917 con los artículos 27 y 123 que de ellos expidan. No se disvirtue el espíritu altamente nacionalista y humano de las doctrinas que allí se encierran. La consolidación (en términos de credibilidad y operatividad) del Banco de México se dio después de la crisis de 1929, la cual tuvo efectos considerables en la economía mexicana. El volumen y los precios de exportación caen en México: el valor de las importaciones crece con respecto al de las exportaciones. Esto se traduce en una balanza comercial deficitaria. Se ven afectadas las reservas internacionales, escasea el oro, y por lo tanto, el circulante interno del país se ve considerablemente afectado. La autonomía de la política monetaria se daría más específicamente con la Ley orgánica del Banco de México en 1932. En esta década se generaliza la aceptación de billetes del BM; se asocian los  bancos comerciales con el BM (consolidación del encaje legal); el BM adquiere la capacidad legal de otorgar créditos al gobierno con tasas hasta del 5% del promedio de los ingresos fiscales en los tres años previos; el gobierno duplica su línea de crédito en 1936 y la hace efectiva en 1938. No se daría hasta 1938 que se genera un déficit fiscal.

## Política Agraria
Sin antes mencionar la Ley de Crédito Agrícola de 1926 (donde se crea el Banco Nacional de crédito Agrícola), tenemos que recordar que en los gobiernos revolucionarios de la década de 1920, se repartieron alrededor de 11.6 millones de hectáreas. Es importante mencionar esto porque durante el gobierno cardenista se repartirán alrededor de 18.8 millones de hectáreas. Este reparto es en gran medida resultado del plan sexenal. El plan sexenal, en el ámbito de la agricultura proponía fomentar una mayor distribución de la tierra y su mayor explotación desde el punto de vista de los intereses nacionales; convertir a los campesinos en agricultores libres, dueños de la tierra y capacitados para obtener y aprovechar mayor rendimiento de su producción; aumentar los recursos económicos y elementos humanos; simplificar trámites y formalidades en la emisión de expedientes agrarios; suspender dificultades legales; crear un departamento autónomo de la comisión nacional agraria; y, finalmente dotar de crédito agrícola a la nación: Banco Nacional de Crédito Agrícola, Banco Nacional de Crédito Ejidal (Inversión de 50 millones de pesos). Se le da a los gobernadores la facultad de otorgar los créditos del Banco Nacional de Crédito Ejidal, lo que genera corrupción y dificultades en el alcance pensado del proyecto.  También se da la organización de los ejidatarios y agricultores, introducción de nuevos cultivos, aplicación de tecnología agrícola, maquinaria y fertilizantes para maximizar el rendimiento de la tierra. 

## El papel del nuevo estado revolucionario
La revolución es un fenómeno que consiste en que el pueblo asuma activamente la empresa de realizar una nueva concepción de sociedad, gobierno y regímenes de producción. El partido es el órgano mediante el cual la revolución se manifiesta en acción política y social, para asumir el poder público y mantenerse en él mediante su actuación en la lucha democrática y  así transformar el régimen de convivencia social. El gobierno es el órgano de gestión pública a través del cual  la revolución realiza sus finalidades. El plan sexenal plantea un nacionalismo económico no aislacionista: el estado habrá de asumir una política reguladora de las actividades económicas de la vida nacional: el estado es un agente activo de gestión, ordenación y no sólo un mero custodio de la justicia, el orden y la paz. El estado es un agente activo. Intervencionismo coherente con las condiciones de la estructura económica y las necesidades del país. Se realizará mediante la norma jurídica (conocida como plan sexenal) y la norma técnica (intervención en casos de necesidad, rebeldía o incomprensión). El gobierno regulará aquellas actividades de explotación de los recursos naturales y el comercio de los productos que signifiquen un empobrecimiento del territorio mediante:  la nacionalización del subsuelo, la fijación de zonas exploradas de reserva minera que garanticen el abastecimiento futuro de la nación,  el establecimiento de nuevas reservas y la defensa de los yacimientos mineros y petroleros.

## La política laboral
En términos de trabajo, el nacionalismo revolcuionario mexicano propone: todo individuo tiene derecho al trabajo, derecho que será defendido por el estado. El estado fomentará la contratación colectiva y el robustecimiento de las organización sindicales (vigiladas por el estado para que cumplan su función social).  El gobierno debe asegurar condiciones laborales adecuadas (casa, seguro, agencias de colocaciones y bolsas de trabajo, juntas de conciliación y arbitraje).

## La política comercial
En cuanto al comercio, el cardenismo propone lo siguiente: regular el comercio exterior e impulsar las exportaciones en conjunto con la limitación de las importaciones. Se busca establecer relaciones directas con mercados de consumo. En el comercio interior, se establecen medidas para regular la competencia entre comerciantes, también se impiden las actividades especulativas que encarezcan el mercado y creen alzas. 

## La hacienda del cardenismo
Por último, la hacienda pública cardenista se caracterizó por las siguientes políticas, en cuestiones de ingresos: se expandió la explotación de recursos naturales, impuestos a importaciones y exportaciones (alrededor del 40%), se creó el impuesto sobre la renta (12%) y sobre la industria (27%). Otros (21%). En el área de los egresos del gobierno federal; se disminuyó el gasto administrativo del 66% al 44%, el gasto en infraestructura, salarios y gasto social del aumentó del 24% al 34%, por último, el gasto social (Educación y salud), pasó del 9% al 19% del presupuesto federal.

## Educación, cultura y salud
Otras características del nacionalismo económico mexicano fueron que en el ámbito de la educación se plantea un nuevo modelo educativo: laico, socialista, materialista, crítico. Esto encontró mucha oposición, como resultado de la herencia o convicción profundamente católica de México. La promoción a la salud (plasmada en la modificación de los egresos) ejemplificada por campañas de vacunación de escala nacional y un renovado interés en recuperar el pasado prehispánico de México: establecimiento del Instituto Nacional de Antropología e Historia (1939). 

## La expropiación petrolera, como máxima expresión del nacionalismo revolucionario cardenista
La epítome del proyecto nacionalista cardenista se da con la expropiación petrolera en 1938, la cual tuvo dos argumentos esenciales: el cumplimiento de la ley y la congruencia con el proyecto revolucionario mexicano, el cual debe siempre apoyar a las masas obreras. Cabe recalcar, en sintonía con Lorenzo Meyer (2010), que esta expropiación, fue una nacionalización: haciendo énfasis en el sentido patriótico del evento. Fue una nacionalización porque no se contuvo con la simple enajenación de los bienes de un individuo, o empresa, si no en la apropiación legal (sustentada en leyes e instituciones) de toda una industria.